# سایمتیدین
سایمتیدین (به انگلیسی: Cimetidine)
رده درمانی: کاهش دهنده اسید معده
اشکال دارویی: قرص

## موارد مصرف
کاربرد اصلی آن در درمان زخم معده و گاستریت است. این دارو در درمان کوتاه مدت زخم‌های فعال دوازدهه یا زخمهای فعال و خوش‌خیم معده و در مقادیر کم برای پیشگیری از عود زخم دوازدهه مصرف می‌شود.

## مکانیسم اثر
سایمتیدین با مهار گیرنده‌های H۲ (گیرنده‌های هیستامین نوع ۲) سلولهای جانبی ترشح اسید معده را کم می‌کند و به درمان ناراحتی‌های ناشی از افزایش اسید معده کمک می‌کند. سایمتدین اولین دارو از این گروه است که کشف شد.

## عوارض جانبی
شایع‌ترین علایم گزارش شده سردرد، افسردگی، سرگیجه، اضطراب، ناتوانی جنسی، افزایش ضربان قلب، اسهال، دل پیچه، کهیر، راش، تعریق و گُر گرفتگی است. ژنیکوماستی، هیرسوتیسم، افزایش آنزیمهای کبدی و اغما.

## مسمومیت با سایمتیدین و درمان آن
مسمومیت با سایمتیدین نادر است اما ممکن است در اثر مصرف مقادیر بسیار بیشتر از مقدار توصیه شده ایجاد شود. مسمومیت می تواند موجب نارسایی تنفسی و تاکیکاردی شود. برای درمان مسمومیت با سایمتیدین، ابتدا با ایجاد استفراغ یا شستشوی معده، داروی باقی مانده در معده را تخلیه میکنند سپس با تجویز زغال فعال از جذب داروی باقی مانده در دستگاه گوارش جلوگیری میشود. همچین بیمار را باید از نظر قلبی و تنفسی برسی کرد. در صورت تاکیکاردی، می توان پروپرانولول تجویز کرد. ( برای پاکسازی خون میتوان از همودیالیز استفاده نمود.)